# Hannah Norsa
Hannah Norsa (Londra, 1712 – Londra, 28 agosto 1784) è stata un'attrice teatrale e cantante inglese.

## Biografia
Hanna era la figlia di un locandiere londinese, Issachar Norsa, un ebreo italiano originario di Mantova e di Esther de Aharon de Chaus. Ha fatto scalpore al suo debutto sul palcoscenico nel personaggio di Polly Peachum al revival di The Beggar's Opera al Covent Garden Theatre il 16 dicembre 1732, e negli anni successivi ha assunto ruoli di primo piano nelle opere di Johann Ernst Galliard e altri. Nel 1733 interpretò la parte di Deidamia nell'opera Achille, eseguita dopo la performance postuma di Gay. Ha anche intrapreso ruoli in commedie tra cui l'opera di George Farquhar Lo stratagemma dei bellimbusti e The Orphan da Thomas Otway.
Nel 1736 andò sotto l'ala di Robert Walpole, figlio ed erede dell'ex primo ministro Robert Walpole e fratello dello scrittore Horace Walpole. Horace descrisse Norsa come "la concubina di mio fratello". Il matrimonio di Robert terminò in una separazione formale, e Norsa andò a vivere con lui, trasferendosi (quando succedette come conte di Orford nel 1745) a Houghton Hall nel Norfolk. Norsa ebbe un figlio con Orford, nato nel 1740, ma morì durante l'infanzia. Lo storico della musica David Conway considera la storia di Norsa come "un racconto archetipo di come la celebrità delle scene potrebbe portare alla trasformazione sociale".

## Morte
Norsa rimase con Orford fino alla sua morte nel 1751 avendo apparentemente pagato i suoi ingenti debiti. Dopo il 1751 fu accolta dal produttore di The Beggar's Opera, John Rich e la sua famiglia. 
Quando morì a Kensington era abbastanza prospera, lasciando £ 3.400 in investimenti in azioni del Tesoro. Fu sepolta a St Mary Abbots, a Kensington, il 28 agosto 1784.